# Período legislativo de 1958 a 1962 de Costa Rica
| 20 PLN 11 PRN | 10 PUN 3 PI 1 UCR |

PLN
PRN
PUN
PI
UCR

El período legislativo de 1958 a 1962 fue el período constitucional de funcionamiento de la Asamblea Legislativa de Costa Rica tras el establecimiento de la Segunda República. Abarcó del 1 de mayo de 1958 al 30 de abril de 1962. Por primera vez en su historia el Partido Liberación Nacional pasa a la oposición, tanto en cuanto a que pierde la presidencia de la República en las elecciones de 1958, como en tanto a que pierde su mayoría parlamentaria al quedar en minoría frente a la alianza del Partido Unión Nacional y Republicano Nacional (si bien, preserva la bancada individual más numerosa).
Algunas de las figuras relevantes que fueron diputados durante este período fueron; los expresidentes Rafael Ángel Calderón Guardia y Otilio Ulate Blanco, los futuros presidentes del país por el Partido Liberación Nacional Daniel Oduber Quirós y Luis Alberto Monge Álvarez, el futbolista Alejandro Morera Soto, los futuros ministros Enrique Obregón Valverde, Frank Marshall Jiménez, Fernando Volio Jiménez y Guillermo Villalobos Arce y el exvicepresidente Francisco Calderón Guardia. Fue también el primer período legislativo del diputado cartaginés Cachimbal.

## Diputados
Los diputados electos fueron:

### Provincia de San José
| 1. Daniel Oduber Quirós 2. Luis Alberto Monge Álvarez 3. Álvaro Montero Padilla 4. Alfonso Carro Zúñiga 5. Jorge Nilo Villalobos Dobles 6. Rafael Ángel Calderón Guardia 7. Marta Saborío Fonseca 8. Enrique Fonseca Zúñiga 9. Guillermo Villalobos Arce 10. Fernando Lara Bustamante 11. Fabio Fournier Jiménez 12. Hernán Cordero Zúñiga 13. Miguel Ángel Dávila Ugalde 14. Enrique Obregón Valverde 15. Frank Marshall Jiménez 16. Florentino Castro Monge 1. Rafael Ángel Arroyo Quesada 2. Abdenago Hernández Cascante 3. Orlando Sotela Montagné 4. Fernando Volio Jiménez 5. César Augusto Solano Sibaja | Provincia de Heredia Propietarios Eduardo Trejos Dittel Hernán Arguedas Katchenguis Manuel Dobles Sánchez Suplente Albino Chaves Alfaro Provincia de Guanacaste Propietarios Rosa Alpina Aiza Carrillo Noel Hernández Madrigal David Hurtado Rivera Luis Brenes Gutiérrez José Ángel Jara Chavarría Suplentes Francisco Espinoza Espinoza Francisco Rojas Tenorio Provincia de Puntarenas Propietarios Rafael López Garrido Francisco Calderón Guardia Gonzalo Segares García Marcial Aguiluz Orellana Carlos Manuel Brenes Méndez Suplentes Germán Espinoza Jiménez Óscar Solera Solera Provincia de Limón Propietarios Hernán Garrón Salazar Hernán Caamaño Cubero Suplente Luis Mc. Rae Grant |

## Leyes aprobadas
Se aprobó la Ley de Aguinaldo autoría de Monge, que fue inmediatamente vetada por el presidente Mario Echandi, pero ratificada por el plenario legislativo con los votos a favor de las bancadas liberacionista y calderonista. Se aprobó la Ley del Servicio Nacional de Acueductos y Alcantarillados, el Instituto de Tierras y Colonización (ITCO hoy Instituto de Desarrollo Agrario) y la Ley de Protección y Desarrollo Industrial.
Se realizaron tres reformas constitucionales relevantes; se eliminó la figura del diputado suplente y se fija el número de diputados en 57, se suprime la función ad honorem de los cargos municipales dotándolos de remuneración y se establece la obligatoriedad del Estado de crear un registro civil que dote a los ciudadanos de cédula de identidad.
Se aprobaron y ratificaron, en 1960, los Convenios 87 y 98 de la OIT.

## Presidente
| Presidente del Congreso  | Legislativa | Partido político |
| ------------------------ | ----------- | ---------------- |
| Mario Leiva Quirós       | 1961-1962   | PUN              |
| Fernando Lara Bustamante | 1960-1961   | PUN              |
| Álvaro Montero Padilla   | 1958-1960   | PUN              |